# Maléku
Pour les articles homonymes, voir Guatuso.
Le maléku, maléku jaika ou guatuso est une langue amérindienne parlée par les Malékus, un peuple du Costa Rica.

## Classification
Le maléku appartient à la famille des langues chibchanes, parlées dans le sud de l'Amérique centrale et le nord de l'Amérique du Sud, du Honduras à la frontière entre la Colombie et le Venezuela. Au sein de cette famille, le maléku forme avec le rama parlé au Nicaragua la branche des langues votiques.

## Histoire

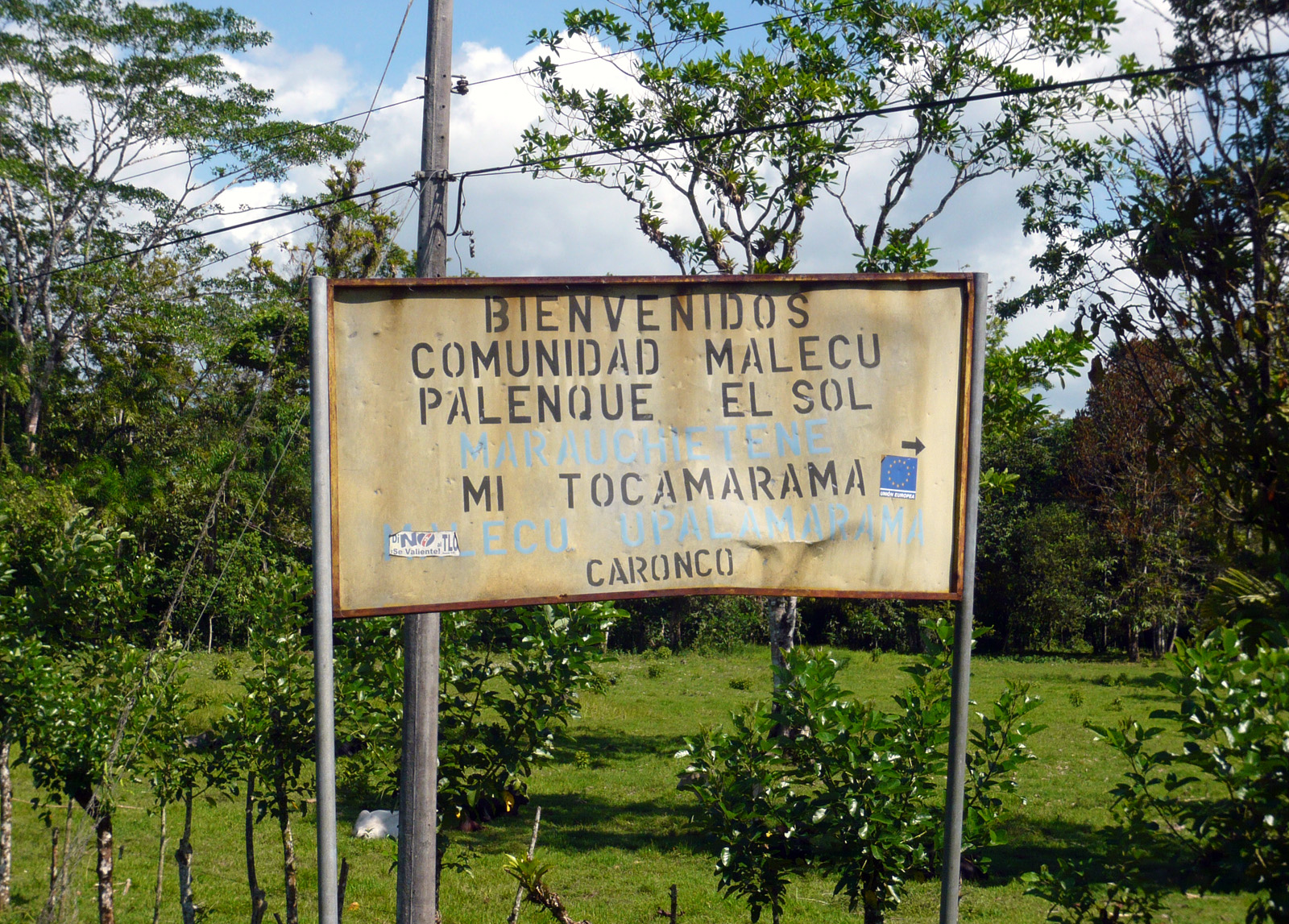
Panneau de bienvenue au village maléku d'El Solo en espagnol et en maléku.

Le maléku est la langue des Malékus, un peuple autochtone du Costa Rica établi dans le nord du pays, dans le bassin versant du Rio Frio. Ils restent longtemps inconnus des Espagnols, qui ne découvrent leur existence que vers le milieu du XVIIIe siècle.
La fièvre du caoutchouc, dans la deuxième moitié du XIXe siècle, s'avère dévastatrice pour les Malékus. Leur territoire est envahi par des colons nicaraguayens désireux d'exploiter les hévéas pour leur latex et de nombreux Malékus sont tués ou réduits en esclavage. Ces pratiques s'atténuent avec l'arrivée des missionnaires catholiques de l'évêque Bernard Auguste Thiel, mais le soutien des religieux se traduit également par une disparition des pratiques traditionnelles du peuple maléku.
En 1977, le gouvernement du Costa Rica reconnaît, à travers la loi indigène (es), l'existence légale de certains peuples autochtones et de leurs territoires. La réserve indienne des Guatusos, d'une superficie de 30 km2, s'étend sur deux cantons de la province d'Alajuela, celui de Guatuso et celui de San Carlos. Elle totalise 460 habitants d'après le recensement de 2000, qui vivent dans trois communautés (palenques) : Margarita, Tonjibe et El Sol.
Il existe également une station de radio qui émet dans cette langue, Radio Sistema Cultural Maleku.

## Phonologie

### Voyelles
L'inventaire vocalique du maléku se compose des voyelles suivantes :
|           | Antérieure | Centrale | Postérieure |
| --------- | ---------- | -------- | ----------- |
| Fermée    | i          |          | u           |
| Mi-fermée | e          |          | o           |
| Ouverte   |            | a        |             |

Toutes ces voyelles peuvent être brèves ou longues.

### Consonnes
L'inventaire consonantique du maléku se compose des consonnes suivantes :
|           | Labiale | Dentale | Alvéolaire | Palato- alvéolaire | Vélaire |
| --------- | ------- | ------- | ---------- | ------------------ | ------- |
| Occlusive | p       | t̪       |            |                    | k       |
| Affriquée |         |         |            | tʃ dʒ              |         |
| Fricative | ɸ       |         | s ɬ        |                    | x       |
| Nasale    | m       |         | n          |                    | ŋ       |
| Roulée    |         |         | r          |                    |         |
| Battue    |         |         | ɾ          |                    |         |
| Spirante  |         |         | l          |                    |         |

## Grammaire
Le maléku est une langue ergative : le sujet d'un verbe intransitif est marqué différemment du sujet d'un verbe transitif.